# Xyris brevifolia
Xyris brevifolia là một loài thực vật hạt kín trong họ Hoàng đầu. Loài này được Michx. miêu tả khoa học đầu tiên năm 1803.